# Heinrich Anna Reventlow-Criminil
Heinrich Anna le Merchier, greve av Reventlow-Criminil, född den 6 maj 1798, död den 31 december 1869, var en dansk politiker och ämbetsman, bror till Joseph Carl Reventlow-Criminil.
Reventlow-Criminil blev 1831 deputerad i det slesvig-holsteinska kansliet och 1842 utrikesminister samt var 1846-48 president för kansliet (efter brodern). Januari 1852 - december 1854 var han, som minister för Holstein och Lauenburg, medlem av den nya helstatsministären och tillhörde de så kallade lojala slesvig-holsteinarna, som visserligen önskade vidmakthålla förbindelsen med Danmark, men dock ville sammanknyta Slesvig och Holstein så nära som möjligt.